# Phthanoconis burmitica
Phthanoconis burmitica là một loài côn trùng trong họ Coniopterygidae thuộc bộ Neuroptera. Loài này được Engel miêu tả năm 2004.